# Пекалинська сільська рада
Пекалинська сільська рада (біл. Пекалінскі сельсавет) — адміністративно-територіальна одиниця в складі Смолевицького району розташована в Мінській області Білорусі. Адміністративний центр — Пекалин.
Пекалинська сільська рада розташована в центральній частині Білорусі, і в центрі Мінської області орієнтовне розташування — супутникові знимки [Архівовано 22 червня 2007 у Wayback Machine.], на південь від районного центру Смолевичів.
До складу сільради входять 13 населених пунктів:
- Ворот • Визволення • Яворівщина • Заказинець • Острів • Пекалин • П'ятилітка • Слобода • Степанова Пасіка • Черниця • Черниця (хутір) • Шабуни • Шеметове.